# Public Defender (film)
Public Defender er en amerikansk stumfilm fra 1917 af Burton L. King.

## Medvirkende
- Frank Keenan som Robert Murdock
- Alma Hanlon som Mary Reed
- Robert Edeson som Arthur Nelson
- John St. Polis som David Moulton
- Florence Short som Rose Moulton